# Serie 1 (DBU København)
 For alternative betydninger, se Serie 1. (Se også artikler, som begynder med Serie 1)
Serie 1 (DBU København) er den syvendebedste fodboldrække (en blandt flere) i dansk fodbold.
Det er derimod den næstbedste fodboldrække for herrer administreret af lokalunionen DBU København.